# Sadki (gemeente)
De gemeente Sadki is een landgemeente in het Poolse woiwodschap Koejavië-Pommeren, in powiat Nakielski.
De zetel van de gemeente is in Sadki.
Op 31 december 2006, telde de gemeente 7320 inwoners.

## Oppervlakte gegevens
In 2002 bedroeg de totale oppervlakte van gemeente Sadki 153,69 km², waarvan:
- agrarisch gebied: 74%
- bossen: 15%

De gemeente beslaat 13,72% van de totale oppervlakte van de powiat.

## Demografie
Stand op 30 juni 2004:
| Omschrijving                   | Totaal | Totaal | Vrouwen | Vrouwen | Mannen | Mannen |
| ------------------------------ | ------ | ------ | ------- | ------- | ------ | ------ |
| eenheid                        | aantal | %      | aantal  | %       | aantal | %      |
| inwoners                       | 7068   | 100    | 3519    | 49,8    | 3549   | 50,2   |
| bevolkingsdichtheid (inw./km²) | 46     | 46     | 22,9    | 22,9    | 23,1   | 23,1   |

In 2002 bedroeg het gemiddelde inkomen per inwoner 1234,25 zł.

## Aangrenzende gemeenten
Kcynia, Łobżenica, Mrocza, Nakło nad Notecią, Wyrzysk